# Большой Исток (Свердловская область)
Большо́й Исто́к — посёлок в Сысертском районе Свердловской области России, входит в состав Сысертского муниципального округа. В 1943—2004 годах имел статус посёлка городского типа (рабочего посёлка).

## Население
| 1959 | 1970  | 1979  | 1989  | 2002  | 2010  | 2021  |
| ---- | ----- | ----- | ----- | ----- | ----- | ----- |
| 5427 | ↗6451 | ↘6355 | ↗6699 | ↗6729 | ↗7281 | ↗9881 |

## География
Посёлок Большой Исток расположен по берегам реки Исети, в 10 километрах к югу от Екатеринбурга и в 27 километрах к северу от города Сысерти, между городами Арамилью и Екатеринбургом, с которыми граничит на северо-западе и на юго-востоке соответственно.

## История
В 1943 году посёлок Большой Исток получил статус рабочего посёлка в составе Сысертского района.
31 декабря 2004 года в соответствии с областным законом № 123-ОЗ рабочий посёлок Большой Исток отнесён к категории сельских населённых пунктов.
Границы посёлка были установлены 25 октября 2007 года.

## Инфраструктура
В Большом Истоке есть библиотека, небольшой стадион, православный храм Преподобного Сергия Радонежского, работают четыре школы, пять детских садов, участковая больница с поликлиникой, опорный пункт полиции, почта .

### Промышленность
Перечень предприятий посёлка:
- ООО «Корн ДС»;
- ООО «Завод профильных систем»;
- ООО «Промэнергосервис»;
- ООО «Кольцовский комбикормовый завод»;
- ООО «ЗЭТ-Строй»;
- ООО «Комплект-92»;
- ООО «Стирол-Строй»;
- ООО «НЛТ»;
- ООО «ПИЛИГРИМ»;
- ООО «АТМО»;
- ООО «СОЛОМОН»;
- ООО «Экологическая Инициатива Урал».

### Транспорт
Большой Исток расположен рядом с Челябинским трактом — федеральной автодорогой Екатеринбург — Челябинск. Из Екатеринбурга через посёлок ходят автобусы.
Близ Большого Истока находятся два аэропорта: к югу местный аэропорт Уктус и к северу международный аэропорт Кольцово.